# 有岡美羽
有岡美羽（1995年8月17日—），日本AV女優。所屬事務所是T-POWERS。曾以「椎葉美久流（椎葉みくる，しいばみくる）」為藝名在進行活動。2025年6月開始以新藝名中田シオン發片。

## 個人簡歷
2018年2月在OPPAI以「OPPAI史上最高の乳首新人－衝撃解禁。」為廣告標語在AV界出道，使用的藝名是「椎葉美久流」。所屬事務所是ARROWS。
2019年10月1日在官方Twitter上宣布引退。
2020年9月4日宣布以「有岡美羽」為藝名復出，事務所改為T-POWERS。
出身於東京都。興趣是看動畫、Cosplay、潛水和料理，擅長打羽毛球。

## 雜誌
- 周刊邮报 2019年8月2日號（小學館） - 袋とじ「SOD女子社員オールスターズ会社案内」

## 外部連結
- 有岡みう的X（前Twitter）（2020年9月4日 - ）
- 有岡 みう/arioka miu的Instagram帳戶
- 椎葉 みくる@元AV女優的X（前Twitter）（2018年2月15日 - 2019年8月13日）